# Ibbon
Ibbon fut archevêque de Tours de 709 à 724.
Il accorda plusieurs privilèges au monastère Saint-Martin de Tours, notamment l'un d'entre eux en 720 est relevé par le Père Jean Mabillon dans sa Diplomatique.